# Holland Taylor
Holland Virginia Taylor (ur. 14 stycznia 1943 w Filadelfii) – amerykańska aktorka, zdobywczyni nagrody Emmy.
Jest najmłodszą z trzech córek prawnika C. Tracy’ego Taylora i malarki Virginii z domu Davis. Wychowywała się z dwiema starszymi siostrami, Patricią i Pamelą. Uczęszczała do liceum Westtown School, kwakierskiej szkoły z internatem w West Chester w Pensylwanii. W 1964 ukończyła Bennington College. 
Po ukończeniu college’u przeprowadziła się do Nowego Jorku, by zostać aktorką. Karierę rozpoczęła w latach 60. od występów w teatrze, do lat 80. wystąpiła w wielu broadwayowskich produkcjach. W 1983 uzyskała świetne recenzje za występ w Breakfast with Les and Bess. W latach 1978–1979 grała w operze mydlanej The Edge of Night. Międzynarodową sławę przyniosła jej rola w sitcomie Bosom Buddies u boku Toma Hanksa oraz w filmie Miłość, szmaragd i krokodyl. W latach 90. grała m.in. w serialach: Naga prawda i Kancelaria adwokacka, a za rolę w drugiej z produkcji została nagrodzona nagrodą Emmy dla najlepszej aktorki drugoplanowej. Zagrała także w serialach: The Lot (nominacja do Emmy), Ostry dyżur, Detektyw Monk i The L Word. Kolejne dwie nominacje do nagrody Emmy otrzymała za występ w serialu Dwóch i pół.